# Premio Alfred Döblin
El premio Alfred Döblin (en alemán: Alfred-Döblin-Preis) es un premio literario alemán. Llamado así en honor del escritor Alfred Döblin, fue creado en 1979 a iniciativa del escritor Günter Grass. El premio se otorga cada dos años de forma conjunta por la Academia de Artes de Berlín y el Coloquio Literario de Berlín a obras inéditas.
El actual nivel de premios que se ofrecen es de 15.000 euros. Es un requisito de la adjudicación que a los finalistas tomar parte en una competencia de lectura: los candidatos son invitados al Coloquio Literario de Berlín, donde leen sus textos y se abre una discusión. Desde 2007, seleccionados de los autores de las presentaciones han sido grabadas y disponibles en el alemán literario portal Literaturport.
El ganador del premio es nominado por el jurado directamente después de la lectura; la ceremonia de entrega de premios, a continuación, se lleva a cabo tradicionalmente el día siguiente en la Academia de Artes de Berlín.

## Premiados
- 1979: Gerold Späth
- 1980: Klaus Hoffer
- 1981: Gert Hofmann
- 1983: Gerhard Roth
- 1985: Stefan Schütz
- 1987: Libuše Moníková
- 1989: Einar Schleef, Edgar Hilsenrath
- 1991: Peter Kurzeck; accésit a Norbert Bleisch
- 1993: Reinhard Jirgl; accésit a Andreas Neumeister
- 1995: Katja Lange-Müller; accésit a Ingo Schulze
- 1997: Ingomar von Kieseritzky, Michael Wildenhain
- 1999: Norbert Gstrein
- 2001: Josef Winkler; accésit a Heike Geißler
- 2003: Kathrin Groß-Striffler
- 2005: Jan Faktor
- 2007: Michael Kumpfmüller
- 2009: Eugen Ruge
- 2011: Jan Peter Bremer
- 2013: Saša Stanišić
- 2015: Natascha Wodin
- 2017: María Cecilia Barbetta[3]
- 2019: Ulrich Woelk